# フレンチ・キス (アイドルユニット)
フレンチ・キスは、日本の女性アイドルグループ、AKB48から派生した3人組アイドルユニット。

## 概要
キャッチコピーは「親に紹介したい3人組」。
一部のメディアでは「ふんわり系お嬢様ユニット」「AKB48の清純派」「AKB48のお嬢様」と紹介されている。
楽曲の作詞は、AKB48の総合プロデューサー秋元康や、メンバーの柏木由紀・倉持明日香・高城亜樹がしている。
フレンチ・キスのファンのことを、「フレキス・ファミリー」と呼んでいる。

## メンバー
| メンバー                       | 所属グループ                  | プロフィール                                | グループ卒業日 |
| ------------------------------ | ----------------------------- | ------------------------------------------- | -------------- |
| 柏木由紀 （かしわぎ ゆき）     | 元AKB48(元NMB48、元NGT48兼任) | 1991年7月15日（33歳）、鹿児島県鹿児島市出身 | 2024年4月30日  |
| 高城亜樹 （たかじょう あき）   | 元AKB48(元JKT48兼任)          | 1991年10月3日（33歳）、東京都出身           | 2016年5月1日   |
| 倉持明日香 （くらもち あすか） | 元AKB48                       | 1989年9月11日（35歳）、神奈川県横浜市出身   | 2015年8月17日  |

活動期間中は全員がワタナベエンターテインメント所属であり、「ワタナベガールズ」の一員として活動することもあった。

## 略歴
2010年
- 6月28日、開催されたチームB 5th Stage「シアターの女神」公演において、柏木からユニットの結成が発表された。
- 9月8日、avex entertainmentからデビューシングル「ずっと 前から」を発売。

2011年
- 3月1日から3月7日に実施された春の火災予防運動のポスターに起用される。同年2月28日には東京消防庁消防学校で一日校長に任命され、防災訓練の指揮を執った[6]。
- 4月3日より、TOKYO FMで『フレンチ・キスのKissラジ! 〜あなたへのYELL〜』を放送開始（2013年3月31日をもって放送終了）。
- 11月22日に4thシングル「最初のメール」を発売し、オリコンウィークリーチャートで初の1位を獲得した。

2012年
- 5月、ビスケットエンターティメントよりワタナベエンターテインメントへ移籍。

2013年
- 8月30日、公式ホームページのスタート画面で謎のカウントダウンを開始[7]。ゴール日時である11月7日20時30分に横浜アリーナで行われた『柏木由紀 3rdソロライブ 寝ても覚めてもゆきりんワールド 〜もっと夢中にさせちゃうぞっ❤〜』のアンコールで、高城亜樹と倉持明日香がサプライズ登場し、3人でフレンチ・キスの曲を歌唱した[8]。

2014年
- 7月2日、ユニット初のテレビ冠番組となる旅番組『フレンチ・キスのキス旅』が、テレビ東京で放送開始[9][10]。

2015年
- 7月6日、続編となる旅番組『フレンチ・キスのキス旅2』が、テレビ東京で放送開始。
- 8月17日、倉持がAKB48を卒業。
- 10月14日、アルバム『French Kiss』を発売[11]。
- 11月5日、さいたまスーパーアリーナで解散ライブを開催。AKB48グループの派生ユニットのライブとしては過去最大規模となる1万人が集まった[12]。

2024年
- 3月16日、横浜・ぴあアリーナMMにて開催された、AKB48 春コンサート2024 inぴあアリーナMM 「柏木由紀卒業コンサート 〜17年間、歩いて来たこの道〜supported by イモトのWiFi」に、高城亜樹と倉持明日香がゲスト出演し柏木を含めた3人で「If」「カッコ悪い　I love you」を歌唱した[13]。

## 作品
以下における「最高位」の記述はオリコン週間チャート最高位である。

### シングル
| 枚 | リリース       | タイトル               | 最高位 | 販売形態            | 規格品番                                                                     | 形態 |
| -- | -------------- | ---------------------- | ------ | ------------------- | ---------------------------------------------------------------------------- | --- |
| 1  | 2010年9月8日   | ずっと 前から          | 5位    | CD+DVD CD           | AVCA-29856 AVCA-29857 AVCA-29858                                             | CD+DVD ver.1 CD+DVD ver.2 CD                                                                                       |
| 2  | 2011年1月19日  | If                     | 2位    | CD+DVD CD           | AVCA-29886 AVCA-29887 AVCA-29888                                             | CD+ドラマDVD CD+デジタルコミックDVD CD                                                                             |
| 3  | 2011年5月11日  | カッコ悪い I love you! | 2位    | CD+DVD CD CD+DVD CD | AVCA-49006 AVCA-49007 AVCA-49008 AVCA-49003 AVCA-49004 AVCA-49005 AVC1-49009 | TYPE-A 通常盤 TYPE-B 通常盤 TYPE-C 通常盤 TYPE-A 初回生産限定盤 TYPE-B 初回生産限定盤 TYPE-C 初回生産限定盤 劇場盤 |
| 4  | 2011年11月22日 | 最初のメール           | 1位    | CD+DVD CD           | AVCA-49392 AVCA-49393 AVCA-49394 AVCA-49389 AVCA-49390 AVCA-49391 AVC1-49395 | TYPE-A 通常盤 TYPE-B 通常盤 TYPE-C 通常盤 TYPE-A 初回生産限定盤 TYPE-B 初回生産限定盤 TYPE-C 初回生産限定盤 劇場盤 |
| 5  | 2012年7月18日  | ロマンス・プライバシー | 2位    | CD+DVD CD           | AVCA-49781 AVCA-49782 AVCA-49783 AVCA-49778 AVCA-49779 AVCA-49780 AVC1-49784 | TYPE-A 通常盤 TYPE-B 通常盤 TYPE-C 通常盤 TYPE-A 初回生産限定盤 TYPE-B 初回生産限定盤 TYPE-C 初回生産限定盤 劇場盤 |
| 6  | 2014年10月1日  | 思い出せない花         | 2位    | CD+DVD              | AVCD-83088/B AVCD-83089/B AVCD-83090/B AVCD-83091/B                          | TYPE-A TYPE-B TYPE-C TYPE-D                                                                                        |

### アルバム
| 枚 | リリース       | タイトル    | 最高位 | 販売形態 | 規格品番                                                                      | 形態 |
| -- | -------------- | ----------- | ------ | -------- | ----------------------------------------------------------------------------- | --- |
| 1  | 2015年10月14日 | French Kiss | 1位    | CD+DVD   | AVCD-93296/B AVCD-93297/B AVCD-93298/B AVCD-93299/B AVCD-93300/B AVCD-93301/B | 初回生産限定盤 TYPE-A 初回生産限定盤 TYPE-B 初回生産限定盤 TYPE-C 通常盤 TYPE-A 通常盤 TYPE-B 通常盤 TYPE-C |

### 映像作品
|   | リリース日    | タイトル                       | 規格品番                | 備考        |
| - | ------------- | ------------------------------ | ----------------------- | ----------- |
| 1 | 2016年4月20日 | French Kiss Live 〜LAST KISS〜 | AVBD-92296/7 AVXD-92298 | DVD Blu-ray |

## タイアップ
| 楽曲                     | タイアップ | 収録作品                              |
| ------------------------ | --- | ------------------------------------- |
| ずっと 前から            | NHK教育アニメ『メジャー第6シリーズ』エンディング・テーマ                                                                                       | 1stシングル「ずっと 前から」          |
| If                       | OVA『ANIME 今日、恋をはじめます』主題歌 | 2ndシングル「If」                     |
| カッコ悪い I love you!   | テレビ東京系アニメ『SKET DANCE』オープニング・テーマ TOKYO FM『フレンチ・キスのKissラジ!〜あなたへのYELL〜』オープニング・テーマ               | 3rdシングル「カッコ悪い I love you!」 |
| 君なら大丈夫             | CM: セブンネットショッピング | 3rdシングル「カッコ悪い I love you!」 |
| 最初のメール             | CM: レコチョク11月期 『フレンチ・キスのKissラジ!〜あなたへのYELL〜』オープニングテーマ（2011年11月 - 2012年6月）                               | 4thシングル「最初のメール」           |
| キャンドルの芯           | テレビ朝日系『ストリートファイターズ』オープニング・テーマ                                                                                     | 4thシングル「最初のメール」           |
| 真夜中の歯磨き           | TBS系『ひるおび!』11月期エンディング・テーマ                                                                                                   | 4thシングル「最初のメール」           |
| ドラゴンフルーツの食べ頃 | CM: セブンネットショッピング | 4thシングル「最初のメール」           |
| ロマンス・プライバシー   | TBS系『ひるおび!』7月エンディングテーマ TOKYO FM『フレンチ・キスのKissラジ!』オープニング・テーマ（2012年7月 - 2013年3月）                     | 5thシングル「ロマンス・プライバシー」 |
| Rainy day                | CM: イトーヨーカドー、西武・そごう、セブンネットショッピング「レインスタイルコレクション」 フジテレビ系『ウチくる!?』6月&7月エンディングテーマ | 5thシングル「ロマンス・プライバシー」 |
| 思い出せない花           | テレビ東京系ドラマ『SAVEPOINT』主題歌 テレビ東京『フレンチ・キスのキス旅』 テーマ曲 CM: P&G 『夏こそ磨け!男の身だしなみキャンペーン!』         | 6thシングル「思い出せない花」         |
| サヨナラをあと何回…      | テレビ東京『フレンチ・キスのキス旅2』テーマ曲                                                                                                  | 1stアルバム『French Kiss』            |

## 出演

### テレビ
- フレンチ・キスのキス旅（テレビ東京）
  - フレンチ・キスのキス旅（2014年7月2日 - 9月24日）
  - フレンチ・キスのキス旅2（2015年7月6日 - 9月28日）

### ラジオ
- フレンチ・キスのKissラジ!（2011年4月3日 - 2013年4月1日、TOKYO FM）

### CM
- セブンネットショッピング（2011年4月15日 - ）
- セブン&アイ・ホールディングス（イトーヨーカ堂、そごう・西武、セブンネットショッピング）「レインスタイルコレクション」（2012年5月22日 - 6月30日）
- イモトのWiFi（エクスコムグローバル、2014年5月 - ） - PR大使

### イベント
- a-nation 10th Anniversary for Life Charge ▶ Go! ウイダーinゼリー（2011年8月6日、福岡市・海の中道海浜公園野外劇場）
- Power of Watanabe Girls 〜Smile For Japan〜（2011年8月7日、仙台市・Rensa）